# Staysman & Lazz
Staysman & Lazz è un duo musicale norvegese formatosi nel 2010. È costituito dai musicisti Stian Thorbjørnsen e Lasse Jensen.

## Storia del gruppo
Helt sykt store hits (2014), album in studio d'esordio del duo, ha raggiunto la 14ª posizione della VG-lista. L'anno successivo hanno preso parte a Melodi Grand Prix con l'inedito En godt stekt pizza, dove si sono classificati terzi nel tentativo di rappresentare la Norvegia all'Eurovision Song Contest.
Due anni più tardi è uscito il loro secondo LP, Helt sykt Vol. 2, che ha esordito al 26º posto della classifica norvegese. Fredag, certificato platino dalla IFPI Norge per le 60 000 unità vendute, ha segnato il loro primo ingresso nella top 3 della hit parade.

## Formazione
- Stian Thorbjørnsen
- Lasse Jensen

## Discografia

### Album in studio
- 2014 – Helt sykt store hits
- 2017 – Helt sykt Vol. 2

### EP
- 2015 – 20 kilo ekstra (con Torgeir & Kjendisene)

### Raccolte
- 2013 – 1998-2008

### Singoli
- 2013 – Se så glad nissen er
- 2015 – En sinnsykt godt stekt pizza
- 2015 – Lærerinna (con gli Innertier)
- 2017 – Kjørr
- 2017 – Om 100 år er allting glemt (feat. Lothepus)
- 2018 – Kyss meg
- 2018 – Himmel på jord (con Stian Thorbjørnsen)
- 2019 – Trenger en mann (con DJ Fistmagnet)
- 2019 – Himlen i min famn (con Stian Thorbjørnsen feat. Kamferdrops)
- 2019 – Karaoke (con Vidar Villa)
- 2020 – Volvo og Viagra (feat. Jaa9)
- 2020 – En kasse pils alene
- 2020 – Behöver en man (con Isac Adolfsson)
- 2020 – Fredag (con Ringnes-Ronny)